# 蒙特阿莱格雷-德尔卡斯蒂略
蒙特阿莱格雷-德尔卡斯蒂略（西班牙語：Montealegre del Castillo）是西班牙卡斯蒂利亚-拉曼恰自治区阿尔瓦塞特省的一个市镇。 总面积178km², 总人口2213人（2001年），人口密度12人/km²。